# سرنية (لمبرديا)
سِرِنية أو سرنيو أو (نقحرة: سيرينيو) (بالإيطالية: Seregno)‏، مدينة شمال إيطاليا في مقاطعة منزة وبَريَنسة ضمن إقليم لُمبَرديا عدد سكانها 39.997 نسمة، وتبعد عن ميلانو حوالي 20 كيلومترا شمالا وتقع على خطوط السكك الحديدية : ميلانو-كومو-كياسو ؛ سِرِنية-كارناتي-بيرغامو ؛ ونوفارا-سارونو-سِرِنية.
و هذا الأخير أوقفته إدارة السكك الحديدية الشمالية منذ سنوات عديدة لصالح مسار سارونو - سِرِنية. وقد أعيدت حركة نقل البضائع ولو بشكل محدود جدا، وستعود للعمل بأقصى جهد في وقت قصير نسبيا، لتكون صلة وصل مباشرة بين محطة ميلانو المركزية للقطارات ومطار مالبينسا. ولو حُققت العملية فسوف تصبح سِرِنية عقدة سكك حديدية هامة.
ويبدو أن اسم سِرِنية جاء من اسم "سيرينا"، ابنة الإمبراطور أونوريو وأرملة الجنرال ستيليكوني، وقد عاشت في القرن الخامس ؛ والوثيقة الأولى التي ذكرت فيها المدينة باسم سِرِنية تعود لعام 1087.

## السكان
في سنة 1861 بلغ عدد السكان 5٬948 نسمة، وتطور العدد ليصل في سنة 2011 لـ 43٬001 نسمة.
يظهر هذا المخطط البياني تطور النمو السكاني لـ سيرينيو

## أعلام
- إرنستو فورمينتي
- كارلو فيلا